# Železniční tunel Karavanky
Železniční tunel Karavanky je s délkou 7976 m čtvrtý nejdelší železniční tunel v Rakousku a nejdelší tunel ve Slovinsku.
Tunel byl otevřen 1. října 1906 arcivévodou Františkem Ferdinandem. Byl proražen zhruba 637 m pod hřebenem pohoří Karavanky.
Tunel je stále důležitý pro mezinárodní vlakovou dopravu, projede jím více než 80 vlaků denně.